# Ghiacciaio Gilchrist
Il ghiacciaio Gilchrist (in inglese Gilchrist Glacier) è un ghiacciaio situato sulla costa di Budd, nella parte occidentale della Terra di Wilkes, in Antartide. Il ghiacciaio, il cui punto più alto si trova a circa 25 m s.l.m., è situato in particolare 17 km a nord-ovest del ghiacciaio Fox e da qui fluisce verso nord fino ad arrivare sulla costa.

## Storia
Il ghiacciaio Gilchrist è stato mappato per la prima volta nel 1955 da G. D. Blodgett grazie a fotografie aeree scattate durante l'operazione Highjump, 1946-1947, ed è stato in seguito così battezzato dal Comitato consultivo dei nomi antartici in onore di Edward Gilchrist, medico chirurgo a bordo del Vincennes, uno sloop facente parte della Spedizione di Wilkes, 1838-42, ufficialmente conosciuta come "United States Exploring Expedition" e comandata da Charles Wilkes.